# Campionato mondiale femminile under 18 di pallavolo 1993
Il III campionato mondiale pre-juniores di pallavolo femminile si è svolto dal 2 al 9 settembre 1993 a Bratislava, in Cecoslovacchia. Alla competizione hanno partecipato 12 squadre nazionali pre-juniores e la vittoria finale è andata per la prima volta alla Russia.

## Squadre partecipanti
| - Brasile - Rep. Ceca - Corea del Sud - Cuba - Egitto - Francia | - Giappone - Messico - Perù - Romania - Russia - Turchia |

## Classifica finale
| Classifica | Squadre        |
| ---------- | -------------- |
|            | Russia         |
|            | Giappone       |
|            | Corea del Sud  |
| 4          | Perù           |
| 5          | Brasile        |
| 6          | Turchia        |
| 7          | Cuba           |
| 8          | Cecoslovacchia |
| 9          | Egitto         |
| 9          | Francia        |
| 9          | Messico        |
| 9          | Romania        |